# Palazzina de' Servi

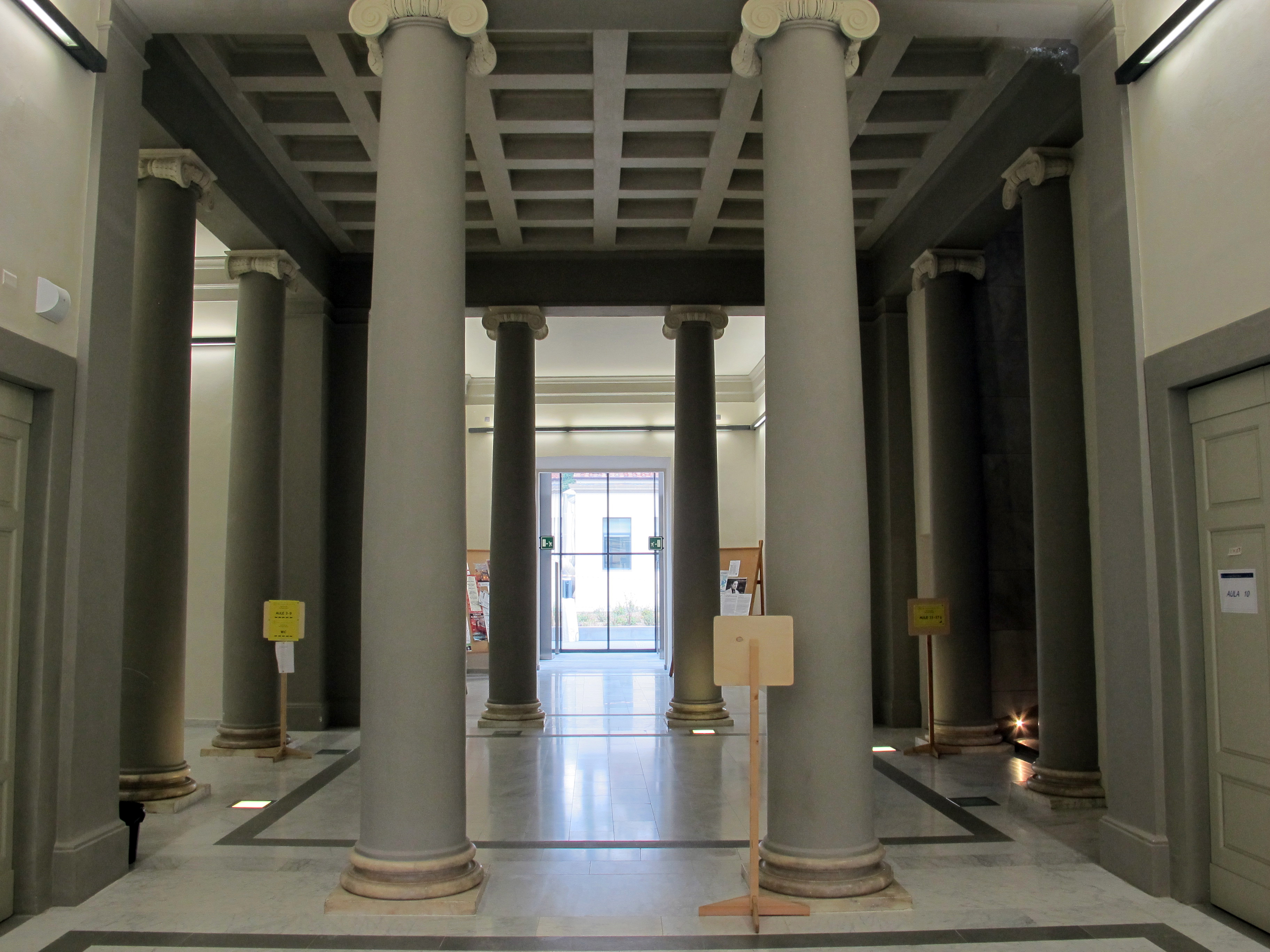
Atrio

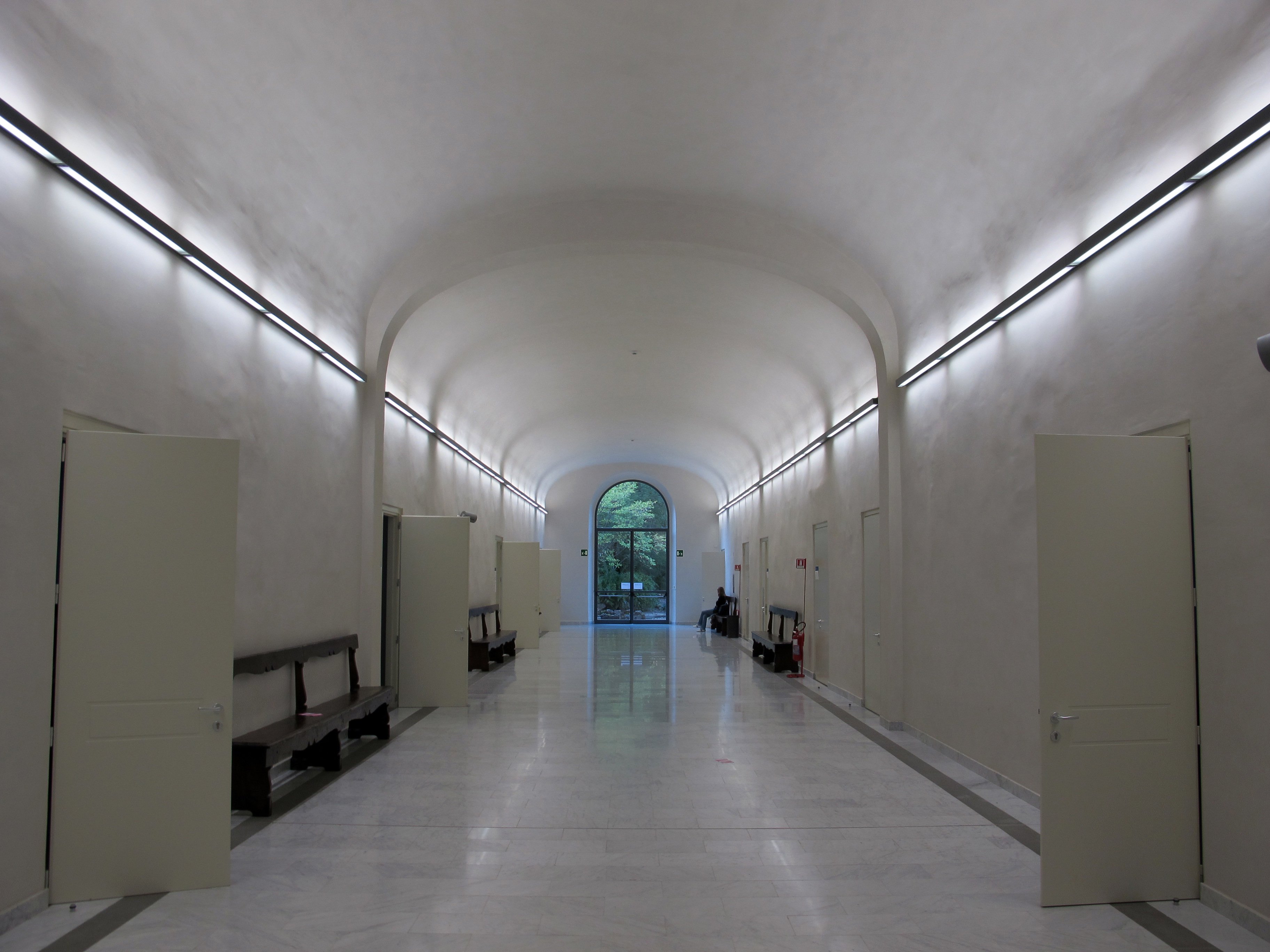
Corridoio al piano nobile

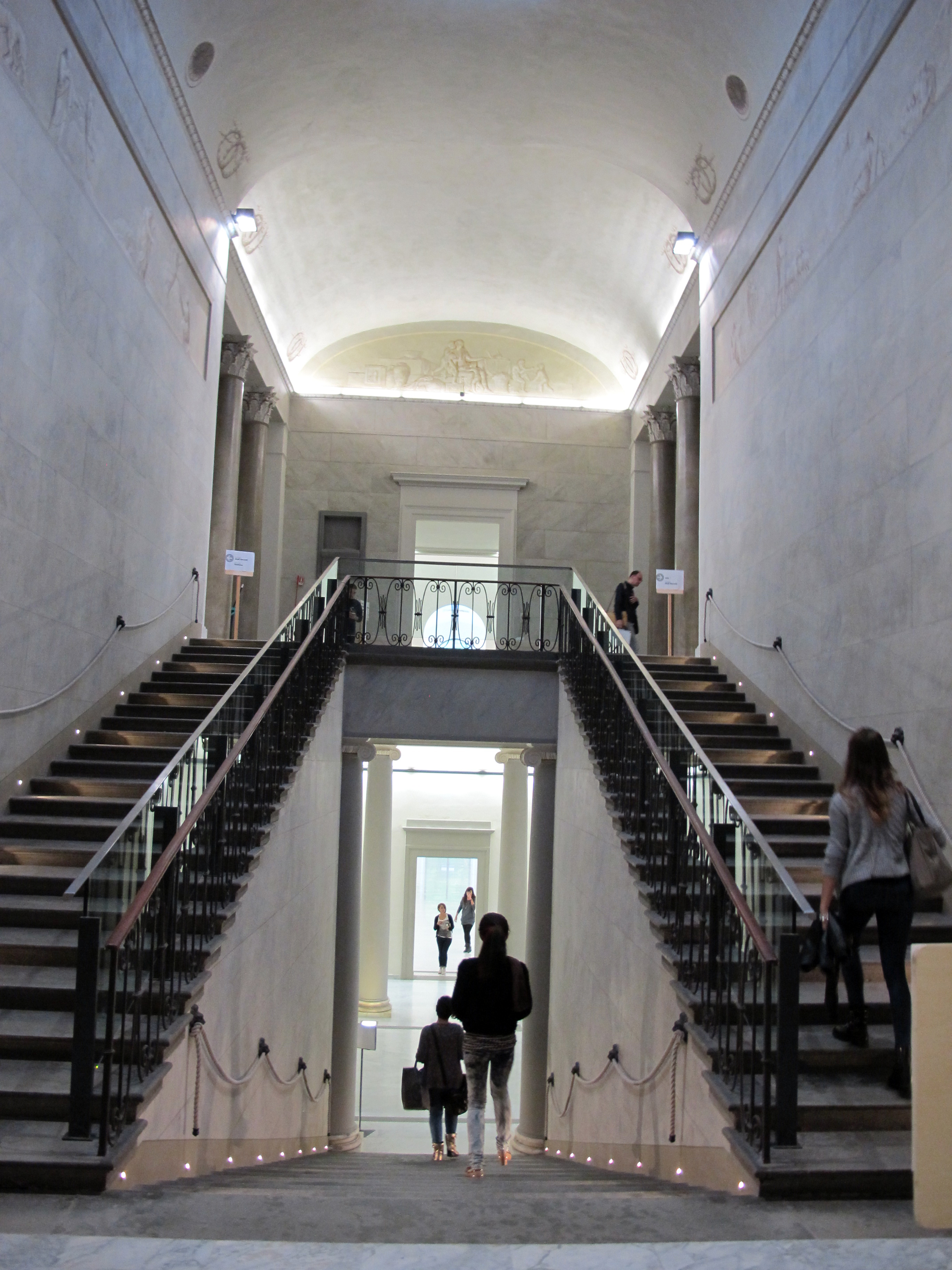
Lo scalone

La palazzina de' Servi è un edificio storico di Firenze situato in via Gino Capponi 9. È un edificio dell'Università degli studi di Firenze e sede del Dipartimento di storia, archeologia, geografia, arte e spettacolo (SAGAS).

## Storia e descrizione
Situata sul retro del convento della basilica della Santissima Annunziata, prende il nome proprio dall'ordine dei Servi di Maria, che qui avevano il proprio orti. Dalla via in realtà si accede solo al giardino, mentre l'ingresso vero e proprio dell'edificio si trova in direzione sud, preceduto da un prospetto porticato con colonne.
Si tratta di una fabbrica inserita in un ampio spazio a verde, arricchita da un prospetto porticato con colonne, eretta attorno al 1700 con la funzione di dormitorio, ma totalmente rimaneggiata in chiave neoclassica nel 1810 per l'arcivescovo francese Antoine-Eustache d'Osmond, inviato da Napoleone Bonaparte per reggere la chiesa fiorentina durante il periodo dell'occupazione francese. Il progetto fu affidato all'architetto Luigi de Cambray Digny, il quale creò un insieme severo e al tempo stesso scenografico, come si addiceva alla sua funzione, con poche decorazioni ma con molti riferimenti all'antico, a partire dal corpo centrale della facciata, avanzato rispetto alle ali laterali, caratterizzato da un pesante pronao architravato con dodici colonne ioniche in pietra serena.
L'Osmond vi visse dal 1811 al 1813, quando ripartì frettolosamente per la Francia in concomitanza con l'abbandono della Toscana da parte di Elisa Baciocchi. Successivamente vi prese stanza il ministro delle Due Sicilie accreditato presso la corte fiorentina. Tra gli anni trenta e quaranta dell'Ottocento, evidentemente frazionato in appartamenti e studi, il complesso sembrò diventare un punto di riferimento per la comunità di artisti stranieri residenti a Firenze, stando almeno alle notizie che qui situano l'alloggio dello scrittore statunitense Nathaniel Parker Willis (1832 e 1835) e i laboratori del pittore inglese Thomas Cole (1832) e degli statunitensi Asher Durand (1840-1841), Christopher Cranch (1846-1849) e John Robinson Tait (1852-1853).
Al 1867 si data un importante intervento di ampliamento del complesso sul retro, ben documentato da una serie di disegni conservati presso l'Archivio storico del Comune di Firenze, datati 1863 e firmati da Giuseppe Poggi e da Felice Francolini. Nel 1872, una convenzione stipulata tra il Regno d'Italia e l'Istituto di Studi Superiori Pratici e di Perfezionamento cedette a quest'ultimo il complesso, come parte integrante dell'intera area successivamente detta "quadrilatero universitario di San Marco".
Negli anni di Augusto Garneri, in ragione di questa annessione, nella palazzina era stato sistemato il Museo di storia naturale sezione di antropologia ed etnologia fondato dal senatore Paolo Mantegazza (che nello stesso 1924 sarebbe stato però trasferito nel palazzo Nonfinito). Oggi l'edificio appartiene all'Università degli Studi di Firenze (in quanto diretta erede dell'Istituto di Studi), che per un lungo periodo l'ha destinato a sede delle facoltà di Chimica e di Farmacia.
Nel 2004 l'intero complesso è stato oggetto di un intervento di restauro e risistemazione su progetto dell'architetto Loris Macci e della sua équipe. «La sistemazione interna, decisamente più felice, ha come episodio dominante l'elegante scalone - a destra dello spazio cruciforme dell'atrio colonnato - svolto a una sola rampa fino al pianerottolo semicircolare, da cui risale con due branche fino all'ampio ricetto superiore, delimitato sui lati brevi da colonne corinzie. Il grande vano della scalinata è arricchito da raffinati inserti decorativi, come le protome leonine in bronzo che reggono il cordone corrimano, le fasce superiori con pitture a monocromo, la cornice in stucco a foglie d'acanto all'imposta della volta a botte, le decorazioni pittoriche a ghirlande intrecciate, già presenti, in rilievo, sulla facciata esterna».
Attualmente l'edificio è utilizzato come sede della Segreteria Didattica della Scuola di Studi Umanistici e segreteria studenti (Plesso Capponi) delle Scuole di Architettura, Studi umanistici e della Formazione e Psicologia dell'Università di Firenze. 
L'edificio è introdotto da un grande portale ad arco sulla strada, che immette nel giardino antistante. Il palazzo, non in asse, si trova rivolto verso sud con il prospetto decorato da una loggia sporgente in avanti, con colonne in pietra serena di stile ionico. 
All'interno si trovano i resti di affreschi di Luigi Catani (a monoscromo presso lo scalone) e di altri in stanze del piano nobile usate oggi come aule. Più antico è l'affresco sulla volta di uno degli androni di ingresso, risalente alla fine del Settecento e attribuito a Niccolò Nannetti. Unica nel suo genere è l'antica aula di Chimica, all'epoca la prima del genere destinata a tale uso, con gradinate digradanti. Nei pressi dell'ingresso a tale aula si trova un piccolo androne con medaglioni di importanti chimici: Antoine-Laurent de Lavoisier, Claude Louis Berthollet, Joseph Louis Gay-Lussac e Carl Wilhelm Scheele.

## Lapidi
Una targa in latino all'interno ricorda proprio la cessione del palazzo ad uso dell'insegnamento della chimica e data 1887.
| CHEMIÆ DOCTRINÆ AVGENDÆ IN FLORENTINO STVDIORVM ATHENÆO COMMODIORES ÆDES EXTRVCTÆ MDCCCLXXXVII |

Traduzione: "Per ampliare la scienza della chimica nell'Ateneo fiorentino degli studi, fu costruito un edificio più adeguato. 1887."
Sotto il portico di ingresso un'altra lapide ricorda Radio Cora:
| LA MORTE EROICA DI E. BOCCI L. MORANDI E I. PICCAGLI NON SPENSE LA VOCE LIBERA DI RADIO CORA SFUGGENDO ALLA LOCALIZZAZIONE DEI NAZIFASCISTI FAVORITA DAL "SILENZIO ELETTRICO" DEL TERRITORIO RADIO CORA ALIMENTATA DALLE ESISTENTI SORGENTI AUTONOME RIPRESE A TRASMETTERE DA QUESTO ISTITUTO DI CHIMICA GENERALE AD OPERA DEI PARTIGIANI IN LOTTA PER LA NOSTRA LIBERTÀ DAL GIUGNO ALL'11 AGOSTO 1944 UNICA ED AUTOREVOLE INTERPRETE PRESSO LE FORZE ARMATE ALLEATE DELLA VOLONTà DI RINASCITA DEI COMBATTENTI TOSCANI DEL CORPO VOLONTARI DELLA LIBERTÀ NEL XXXV ANNIVERSARIO DELLA LIBERAZIONE L'ATENEO DI FIRENZE |

Nell'atrio principale una lapide con busto su medaglione in bronzo ricorda Aldo Marzi. La sua figura, di profilo, fu scolpita da Mario Moschi con il cappello da bersagliere che forma come un'aureola, quale vero e proprio "martire civile".
| \| IN MEMORIA DEL SOTTOTENENTE DEI BERSAGLIERI ALDO MARZI VOLONTARIO DI GUERRA STUDENTE DI QUESTO ATENEO CADUTO IN TUNISIA IL 28 MARZO 1943 ESEMPIO AI COMPAGNI CHE LA PATRIA È SU TUTTO 1922 - 1943 \| |
| IN MEMORIA DEL SOTTOTENENTE DEI BERSAGLIERI ALDO MARZI VOLONTARIO DI GUERRA STUDENTE DI QUESTO ATENEO CADUTO IN TUNISIA IL 28 MARZO 1943 ESEMPIO AI COMPAGNI CHE LA PATRIA È SU TUTTO 1922 - 1943       |

Due lapidi si trovano infine all'ingresso dell'Aula di Chimica. La prima ne ricorda la dotazione realizzata grazie al contributo dell'industriale Felice Bensa all'epoca del direttore Luigi Rolla:
| FELICE BENSA INDUSTRIALE GENOVESE DOTÒ LARGAMENTE QUESTO ISTITUTO DIRETTO DA LUIGI ROLLA PER AFFERMARE LA GRATITUDINE DEL TECNICO VERSO LA SCIENZA PURA E LA GRATITUDINE DELL'UOMO COLTO VERSO FIRENZE MADRE D'OGNI SAPERE MODERNO CELEBRANDOSI IL III° CONGRESSO DELL'ASSOCIAZIONE ITALIANA DI CHIMICA RETTORE E SENATO DELLO STUDIO FIORENTINO POSERO IL XXVI MAGGIO 1929 ANNO VII° |

La seconda ricorda invece i professori dell'Aula di Chimica dal 1879 al 1937:
| \| Insegnarono in quest'aula \| \| \| Ugo Schiff \| 1879-1915 \| \| Nicola Parravano \| 1915-1919 \| \| Luigi Rolla \| 1919-1935 \| \| Vincenzo Caglioti \| 1936-1937 \| |           |
| Insegnarono in quest'aula |           |
| Ugo Schiff | 1879-1915 |
| Nicola Parravano | 1915-1919 |
| Luigi Rolla | 1919-1935 |
| Vincenzo Caglioti | 1936-1937 |